# Entrenador del Año de la SPB
El Entrenador del Año de la SPB es un premio anual otorgado por la SPB desde la temporada 1999. El ganador es seleccionado al final de la temporada regular por la comisión técnica de la liga, y la votación se distribuye entre los votos de los gerentes generales de cada uno de los equipos de la liga, así como de los miembros del órgano rector.

## Ganadores
|     | Su equipo se proclamó Campeón de la SPB esa misma temporada |
| (#) | Número de veces que el entrenador ha ganado el premio       |

| Temporada | Entrenador           | Nacionalidad         | Equipo                       |
| --------- | -------------------- | -------------------- | ---------------------------- |
| 1999      | Julio Toro           | Puerto Rico          | Guaiqueríes de Margarita     |
| 2000      | Jamie Dixon          | Estados Unidos       | Marinos de Oriente           |
| 2001      | Jesús Cordovez       | Venezuela            | Bravos de Portuguesa         |
| 2002      | Carlos Mercado       | Puerto Rico          | Trotamundos de Carabobo      |
| 2003      | Jorge Arrieta        | Venezuela            | Marinos de Oriente (2)       |
| 2004      | Nelson Solórzano     | Venezuela            | Toros de Aragua              |
| 2005      | Francisco Diez       | Venezuela            | Panteras de Miranda          |
| 2006      | Néstor Salazar       | Venezuela            | Guaros de Lara               |
| 2007      | Miguel Ángel Da Luz  | Brasil               | Marinos de Anzoátegui (3)    |
| 2008      | Néstor Salazar (2)   | Venezuela            | Cocodrilos de Caracas (2)    |
| 2009      | Tony Ruiz            | Puerto Rico          | Guaros de Lara (2)           |
| 2010      | Néstor Salazar (3)   | Venezuela            | Cocodrilos de Caracas (3)    |
| 2011      | Iván Déniz           | España               | Trotamundos de Carabobo (2)  |
| 2012      | Jorge Arrieta (2)    | Venezuela            | Marinos de Anzoátegui (4)    |
| 2013      | Carl Herrera         | Venezuela            | Gigantes de Guayana          |
| 2014      | Gustavo García       | Venezuela            | Toros de Aragua (2)          |
| 2015      | Luis Guil Torres     | España               | Bucaneros de La Guaira       |
| 2015-16   | Jesús Cordovez (2)   | Venezuela            | Trotamundos de Carabobo (3)  |
| 2017      | Óscar Silva          | Venezuela            | Guaiqueríes de Margarita (2) |
| 2018      | Manuel Povea         | España               | Panteras de Miranda (2)      |
| 2019      | Desierto             | Desierto             | Desierto                     |
| 2020      | Pablo Favarel        | Argentina            | Spartans Distrito Capital    |
| 2021-I    | Nicolás Casalánguida | Argentina            | Guaiqueríes de Margarita (3) |
| 2021-II   | Desierto             | Desierto             | Desierto                     |
| 2022      | Alexis Cedres        | Venezuela            | Centauros de Portuguesa      |
| 2023      | Yonaiker Ecker       | Venezuela            | Guaros de Lara (3)           |
| 2024      | Nelson Solórzano (2) | Venezuela            | Pioneros del Ávila           |
| 2025      | Julio Duquela        | República Dominicana | Gaiteros del Zulia           |